# 麥美倫 (澳大利亞國會選區)
麥美倫選區（英語：Division of McMillan），是澳大利亞維多利亞州的下議院選區，位於該州吉普斯蘭地區西部。面積8,328平方公里。
選區始於1949年，名字是紀念最早到當地的歐洲人安格斯·麥美倫。本區是自由黨的邊緣選區。2004年至今的當區議員是拉塞爾·布羅本特（這是他1998年落選後再度當選）。

## 另見
- 澳大利亞聯邦下議院選舉分區